# Burgstall Schlossbühl (Elzach)

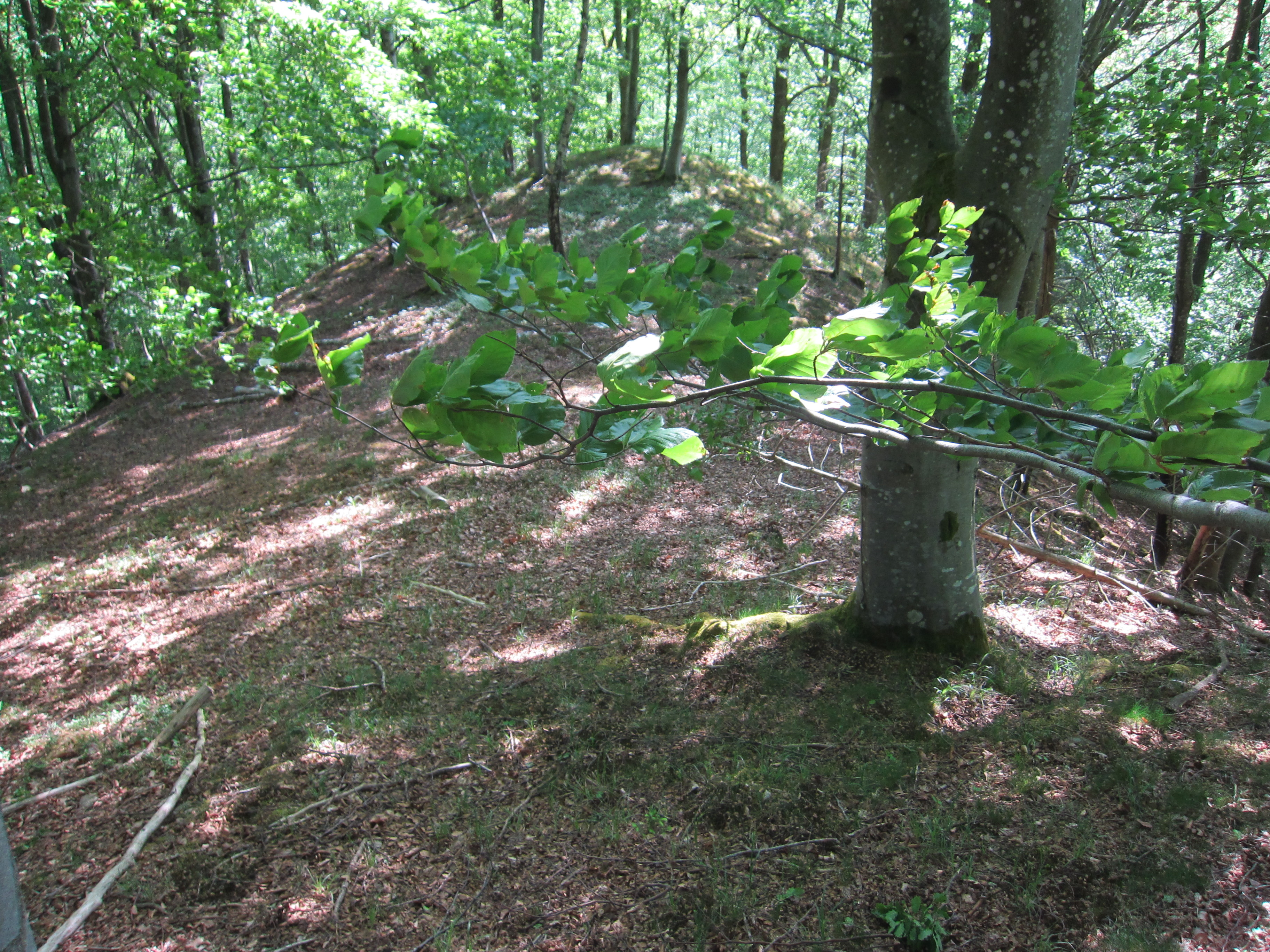
Der östliche Turmhügel

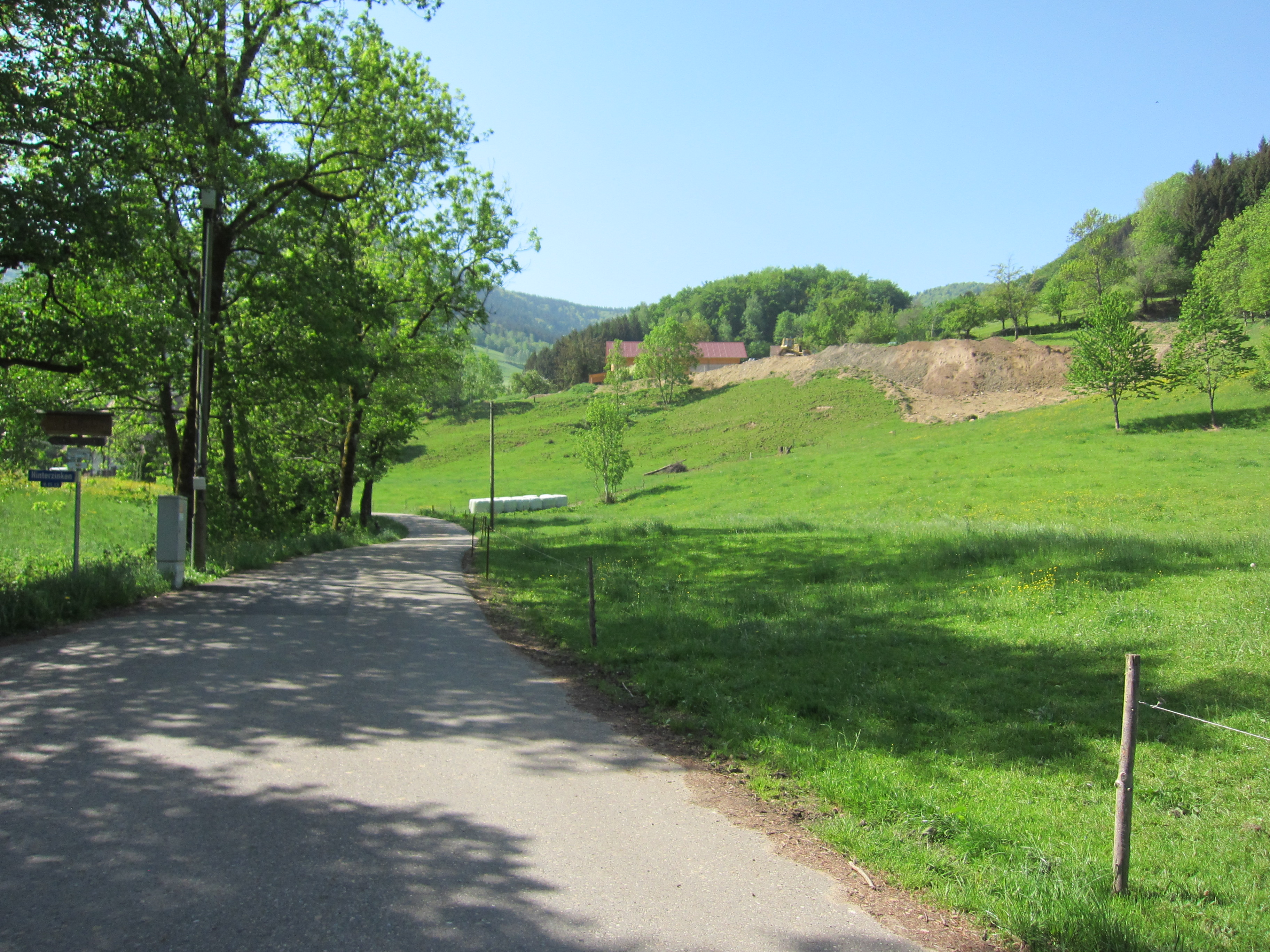
Der Schlossbühl (Mitte) von Norden betrachtet

Der Burgstall Schlossbühl ist eine abgegangene Höhenburg 60 Meter über dem Tal des Rauchengrundbachs auf der Gemarkung von Yach-Hinterzinken der Stadt Elzach im Landkreis Emmendingen in Baden-Württemberg.

## Geschichte
Ab 1148 ist das Adelsgeschlecht „von der Eiche“ in Yach fassbar. In der zweiten Hälfte des 13. Jahrhunderts waren die Freiherren von Schwarzenberg Inhaber des Lehens Yach, welches sie weitervergaben.

## Beschreibung
Die Burgstelle besteht aus zwei Turmhügeln, von denen der westliche eine Höhe von sieben Metern und der östliche von fünf Metern aufweist sowie einer 20 Meter langen Freifläche zwischen den beiden. Die gesamte Burganlage war circa 80 Meter lang. Im Norden bzw. Westen des Schlossbühls ist noch gut eine alte Wegtrasse zu erkennen, die im Westen im nicht mehr allzu ausgeprägten Halsgraben endet. Mauerreste sind keine vorhanden, weswegen von einer Burg in Holzbauweise ausgegangen wird.
In Yach-Vorderzinken existiert mit dem Burgstall Schlössle eine weitere Burgstelle.

## Sage
Laut einer Sage bewacht ein schwarzes Hündchen auf dem Schlossbühl eine vergrabene Kiste mit Gold, die von einem habgierigen Ritter zurückgelassen werden musste. Am 6. März jeden Jahres komme es an die Oberfläche, sonne sich und spränge auf dem Berg herum.